# 原朋子
はら ともこ（5月18日 - ）は、本名、原 朋子（はら ともこ）神奈川県出身のタレント、女性モデル、MC。事務所は現在フリーランス。ケーブルテレビ『う・ら・ら』の茨城県レギュラー番組をはじめ、全国にある証明写真のモデルや楽天のWEBモデルなどから、レースクイーン、ブランドPRなど幅広く活動している。

## 人物
- 趣味：自分を磨くこと、音楽PV・アニメ鑑賞、妄想、ゲーム、漫画
- 特技：和太鼓（歴6年）、ピアノ（歴10年）、フルート（歴3年）、柔軟、絶対音感
- 資格：食品衛生責任者、ホームヘルパー2級、障害者ヘルパー2級、アロマテラピー1級、乗馬5級、カラーセラピスト、
- ファッション：ヴィヴィアン・ウエストウッドを多く着用している

## 出演

### CM
- ヤマハ発動機 企業CM 2011 ひろがる世界 -笑顔- 篇

### テレビ
- ケーブルTV「う・ら・ら」番組レギュラー　2011年〜現在
- ケーブルTV「両毛特番」レポーター　2011年
- 日本テレビ「魔女たちの22時」（再現VTR メイン役 多数）
- 麺-1グランプリ　2011/2012/2013　ゲスト出演『うらら娘』

### 映画
- ホラー映画　『凶(まがまがしい)』

### モデル・雑誌
- 東京ウォーカー 2010毎号〜
- 日本カメラ
- 月刊カメラマン
- 『PARIS KID'S』通販モデル

## スチール
- NTTドコモ　交通広告・新聞
- Z会　交通広告・パンフレット
- ビオレ　サラサラパウダーシート　交通広告
- 街コン・イメージモデル

（鎌倉コン、目黒コン、渋谷肉横丁コン、渋谷楽コン、田町・三田コン、　川崎ルフコン、品川コン）
- 美容室ZERO　モデル
- 証明写真モデル

### インターネット
- JMOちゃんねる。
- 月刊 原朋子
- ゲッチャTV（2010年1月7日）
- ニコニコ神社生放送　お台場合衆国
- 『住友3M Scotch もうすこっち』（2010年8月 - 、1年間）
- エヴァンゲリヲン公式生放送inエヴァストア原宿 2013年

### イベント
- HONDA MOTO1レース 2009 RQ
- トーショー2010 MC
- 東京ゲームショウ2010 WEBマネーブース MC
- グリーンエコモデル2010
- ホスピタルショー2010　タイムマシーンブース
- 『Fuji Rock Festival 10』 『SUMMER SONIC 10』 フィリップモリス　キャンペーンMC
- コミックマーケット2010冬　ヴィジュアルアーツブース
- サマンサタバサ　スイーツアテンダント 2011 羽田空港内　アテンダントガール
- サマンサタバサ スイーツアテンダントRQ 2011 富士スピードウェイ/ツインリンクもてぎ GT500
- 藤子・F・不二雄ミュージアム2011　オープニングセレモニー
- MHD ドンペリニヨン 初・期間限定ショップ 阪急MEN’S （2011年11月2日〜12月6日）
- コミックマーケット2011冬　ヴィジュアルアーツブース
- 富士急ハイランド「3,2,1発芸でカウントダウン!」 MC（2011年12月31日）
- 街コン 2012〜　MC（主催/鎌倉コン1300人規模）
- ヴィジュアルアーツ感謝祭2012in横浜アリーナ
- Neu interesse 商品PR 2012〜
- 森永製菓ウィダーカップ2012（Mt.RANIER）
- 設計ソリューション2013
- BMW Motorsports Association2013　RQ
- エヴァンゲリヲン×街コン　公式MC（各地方にて）
- a-naition2013　ステージ MC
- 渋谷TOEI 舞台挨拶MC　映画『夏休みの地図』
- UMI-POP'13　キャラクター『海月七海』役　MC
- ノイ・インテレッセPRイベント　DAIMARU梅田店 「坂本裕也×はらともこ」 対談トークショー
- 代官山コレクション2013　MC

## ライブ出演・舞台
- ばきゅんとx'masをふっとばして!!!
- 音影 PRESENTS 宴之陣2013〜睦月編
- audioleaf&ATK TRINITYpresents「千客万来 vol.41」
- ドラゴンストリームライブ　2013/3/26
- 舞台　フライングパイレーツ〜ネバーランド漂流記〜　メイビー役

## 作品

### イメージビデオ
- 3o（すりぃーおー）（2010年2月14日、冒険王）
- 月刊原朋子DVD 1 + 2a（2010年7月24日、冒険王）